# 玉屏镇 (犍为县)
玉屏镇，原为玉屏乡，是中华人民共和国四川省乐山市犍为县下辖的一个乡镇级行政单位。2019年12月，撤销玉屏乡、纪家乡和公平乡，设立玉屏镇，以原玉屏乡、原纪家乡和原公平乡公平社区3组、竹根村、凉桥村、三联村、埝上村、窗子村及原下渡乡三合村、共和村、双河村所属行政区域为玉屏镇的行政区域。

## 行政区划
玉屏镇下辖以下地区：
观音场社区、玉屏村、新桥村、杨柳村、建设村、金钱沟村、响滩村、大桥村、新民村、四联村和楠木村。